# Єлені-Пршикоп
Олені-Пршикоп (чеськ. Jelení příkop — «оленяча канава») — яр з північного боку Празького Граду. Організовано парк площею 8 га.
По яру протікає струмок Брусниці, частково забраний у підземний колектор. Спочатку яр мав оборонну функцію. Названий оленячим через фауну, яка тут трималася за Рудольфа II.
Наприкінці XVII століття тут була побудована школа верхової їзди і через яр був зведений Пороховий міст, який з'єднав Королівський сад із Празьким Градом. При Марії Терезії міст був замінений на кам'яну греблю.

## Історія
В щелині спочатку вільно протікав струмок, який був відрегульований і частково зливався в трубопровід. До Фердинанда і через рів був перекинутий міст, що з'єднував замок із королівським садом. Спочатку рів служив лише оборонним бар'єром, але під час правління імператора Рудольфа II саме тут була розведена дичина, на яку тут полювали, звідси і її назва. Розведення оленів нібито припинилося під час французької окупації Праги у 1742 році. При Марії Терезії міст був покритий пухким насипом, який поділяв рів на верхню частину площею понад 3 га і нижню частину розміром понад 5 га.
8 травня 1945 року 21 чеський ув'язнений був убитий німецькими солдатами в цьому місці.
У другій половині 20-х років був закритий для публіки. Він став доступним лише за президента Вацлава Гавеля. Архітектор Петро Главачек брав участь у рекультивації верхнього рову у 1990-х роках.
Наприкінці травня 1998 року тут пройшов фестиваль електронної танцювальної музики, на якому виступали transglobal underground та the orb. Нижню частину вперше відкрито для публіки 5 червня 1999 року. 3 вересня 2002 року через стіну моста, збудованого за проєктом Йозефа Плескота, відкрито пішохідий тунель. Таким чином, верхня та нижня частини були знову з'єднані.

## Верхня ділянка
У цю частину можна спуститися з четвертого двору Граду Циклопічними сходами, від вулиці Брусниці, а також двома доріжками прямо від Порохового мосту праворуч від входу у двір замку.
На дні рову розташований луг і колишній Ведмежий будиночок, штучна печера з двома псевдоготичними порталами та невеликим кам'яним фонтаном. Ведмежий будиночок створив Т. Г. Масарик у 1920-х роках для ведмедів (ведмеді Михайло і Ріша), яких він отримав у подарунок від легіонерів з Росії (ведмеді та будиночок існували до 1950-х років). Навпроти будинку стоїть статуя караульного з пісковику, робота Франти Упркі, подарунок від студентів школи імені горжице-кам'янецької школи до 75-річчя президента Чехословаччини. Спочатку він стояв посеред лугу, де після нього залишився фундамент із пісковику і велике коло на лужку.
Грот та штучні руїни з фонтаном та подвійними сходами, які ще перебували у хорошому стані у 1969 році, не пережили період нормалізації. Там відпочивали дзвонарі Собору Святого Віта (студенти та випускники празьких університетів). Ділянка засипали при вирівнюванні північного схилу. Аналогічні земельні роботи були зроблені на східному схилі біля Порохового мосту із романтичними мотивами та валунами часів президента Масарика.
Над ровом навпроти палацу Штернберга знаходиться чудово відремонтований оглядовий майданчик Масарика, де президент Масарік відпочивав під липою. Автор — архітектор Йоже Плечнік. З вікон відкривається незвичайний краєвид на Празький Град, Градчани та Петршин. До нього веде стежка, що починається перед ведмежим будинком.

## Нижня ділянка
Від повороту на Хоткову вулицю сюди веде асфальтована під'їзна дорога, зачинена брамою. Громадський вхід — ворота у стіні Королівського фігового дерева (доступ до яких здійснюється з королівського саду або садів) або ворота з верхньої частини вулиці. До рову вона веде по дерев'яних пішохідних містках, що ведуть униз схилом. Наступний під'їзд знаходиться поруч із пороховим мостом із краю королівського саду. Поруч із пішохідним тунелем знаходяться дві сучасні скульптури, виконані з масивних, простих формою кам'яних блоків роботи Курта Гебауера.